# 第25回全国高等学校選抜ラグビーフットボール大会
第25回全国高等学校選抜ラグビーフットボール大会は、2024年3月22日から3月30日まで、熊谷スポーツ文化公園にある熊谷ラグビー場で開催の、全国高等学校選抜ラグビーフットボール大会である。

## 概要
出典
- トーナメント勝ち抜き制。30分ハーフ。決勝トーナメント3位（ベスト4）までを表彰する。決勝戦が引き分けの場合は双方優勝。
- 1回戦で敗れたチームは、1回戦敗者戦を1試合行う。このため、全チームは少なくとも2試合行う。
- 1回戦・敗者戦・2回戦は、熊谷ラグビー場Bグラウンド・Cグラウンド・西多目的広場（西グラウンド）で行う。準々決勝から、Aグラウンドで行う。
- 有観客で実施し、準々決勝以降は有料。
- 前大会から「関東・九州」ブロック、「東海・近畿」ブロックは、1年おきに出場枠を各1増減している。今大会では「東海・近畿」ブロックの出場枠が各1増えて、東海3枠・近畿6枠となった。
- 「北海道・北信越」ブロック、「中国・四国」ブロックも、1年おきに出場枠を各1増減している。今大会では「中国・四国」ブロックの出場枠が各1増えて、中国2枠・四国2枠となった。
- 「関東」は、通常の5枠に「前年度優勝ブロック枠」1が加わり、6チームが出場（開催県枠も含めると7チーム）。

## 出来事
- 北信越ブロックの日本航空高等学校石川（石川県輪島市）は、2024年1月1日に発生した能登半島地震でグラウンドが被災したため、中部大学（本部：愛知県春日井市）の施設「中部大学恵那研修センター」（岐阜県恵那市）で2月4日から全体練習を開始[2][3][4][5]。2月18日に第26回北信越高等学校新人ラグビーフットボール大会（長野県・飯田市松尾総合運動場）で優勝し[6]、今大会の出場権を得た。8大会連続11回目の出場となる[1]。3月から大会開始までは系列校の日本航空高等学校（山梨県甲斐市）や、東洋大学ラグビー部の施設（埼玉県川越市）で練習を行った[2][4]。
- 能登半島地震被災者支援のための募金活動を、大会会場で埼玉県内の高校ラグビー部の協力を得て行い、日本赤十字社へ寄付を行った[7]。

## 日程
出典
- 3月22日(金) - 開会式（熊谷ラグビー場Aグラウンド）・代表者会議
- 3月23日(土) - 1回戦（16試合）、熊谷ラグビー場Bグラウンド・Cグラウンド・西多目的広場（西グラウンド）
- 3月24日(日) - 2回戦（8試合）・敗者戦（8試合）、熊谷ラグビー場Bグラウンド・Cグラウンド・西グラウンド
- 2回戦の終了後、組み合わせ再抽選を行う。
- 3月26日(火) - 準々決勝（4試合）、熊谷ラグビー場Aグラウンド
- 3月28日(木) - 準決勝（2試合）、熊谷ラグビー場Aグラウンド
- 3月30日(土) - 決勝・閉会式、熊谷ラグビー場Aグラウンド

## 出場校
32校。
- 北海道ブロック（1枠）
  - 札幌山の手高等学校（北海道）- 19大会連続19回目
- 東北ブロック（3枠）
  - 仙台育英学園高等学校（宮城県）- 2大会ぶり19回目
  - 秋田工業高等学校（秋田県）- 8大会連続15回目
  - 青森山田高等学校（青森県）- 初出場
- 関東ブロック（5枠）+ 前年度優勝ブロック枠（1枠）
  - 國學院大學栃木高等学校（栃木県）- 5大会連続10回目
  - 桐蔭学園高等学校（神奈川県）- 21大会連続22回目【前回優勝】
  - 東海大学付属相模高等学校（神奈川県）- 2大会連続5回目
  - 國學院久我山高等学校（東京都）- 3大会連続15回目
  - 茗溪学園高等学校（茨城県）- 4大会連続15回目
  - 目黒学院高等学校（東京都）- 11大会ぶり2回目
- 北信越ブロック（1枠）
  - 日本航空高等学校石川（石川県）- 8大会連続11回目
- 東海ブロック（3枠）
  - 中部大学春日丘高等学校（愛知県）- 7大会連続14回目
  - 四日市工業高等学校（三重県）- 初出場
  - 西陵高等学校（愛知県）- 7大会ぶり9回目
- 近畿ブロック（6枠）
  - 大阪桐蔭高等学校（大阪府）- 2大会連続10回目
  - 御所実業高校（奈良県）- 5大会ぶり8回目
  - 常翔学園高校（大阪府）- 2大会連続14回目
  - 京都成章高等学校（京都府）- 5大会連続12回目
  - 東海大学付属大阪仰星高校（大阪府）- 2大会ぶり21回目
  - 天理高等学校（奈良県）- 2大会ぶり11回目
- 中国ブロック（2枠）
  - 石見智翠館高等学校（島根県）- 2大会ぶり11回目
  - 尾道高等学校（広島県）- 3大会連続15回目
- 四国ブロック（2枠）
  - 松山聖陵高等学校（愛媛県）- 4大会連続5回目
  - 城東高等学校（徳島県）- 2大会ぶり5回目
- 九州ブロック（5枠）
  - 東福岡高等学校（福岡県）- 17大会連続20回目【前回準優勝】
  - 大分東明高等学校（大分県）- 5大会連続5回目
  - 長崎北陽台高等学校（長崎県）- 6大会連続10回目
  - 高鍋高等学校（宮崎県）- 2大会ぶり8回目
  - 佐賀工業高等学校（佐賀県）- 11大会連続18回目
- 開催県枠（1枠）
  - 昌平高等学校（埼玉県）- 6大会ぶり2回目
- 実行委員会推薦枠（東1枠・西1枠）
  - 成城学園高等学校（東京都）- 初出場
  - 興國高等学校（大阪府）- 初出場

## 組み合わせ・試合結果
出典。日時は日本標準時 (UTC+9)

### 1回戦
| 2024年3月23日 9:30 | 桐蔭学園（神奈川） | 50-19 | 長崎北陽台（長崎） | Bグラウンド |
| 2024年3月23日 9:30 | レポート           |       |                    | Bグラウンド |

| 2024年3月23日 10:45 | 東海大大阪仰星（大阪） | 74-0 | 仙台育英（宮城） | Bグラウンド |
| 2024年3月23日 10:45 | レポート               |      |                  | Bグラウンド |

| 2024年3月23日 12:00 | 大分東明（大分） | 123-7 | 西陵（愛知） | Bグラウンド |
| 2024年3月23日 12:00 | レポート         |       |              | Bグラウンド |

| 2024年3月23日 13:15 | 石見智翠館（島根） | 69-14 | 成城学園（東京） | Bグラウンド |
| 2024年3月23日 13:15 | レポート           |       |                  | Bグラウンド |

| 2024年3月23日 14:30 | 中部大春日丘（愛知） | 45-0 | 興國（大阪） | Bグラウンド |
| 2024年3月23日 14:30 | レポート             |      |              | Bグラウンド |

| 2024年3月23日 15:45 | 高鍋（宮崎） | 12-24 | 茗溪学園（茨城） | Bグラウンド |
| 2024年3月23日 15:45 | レポート     |       |                  | Bグラウンド |

| 2024年3月23日 9:30 | 大阪桐蔭（大阪） | 48-5 | 國學院久我山（東京） | Cグラウンド |
| 2024年3月23日 9:30 | レポート         |      |                      | Cグラウンド |

| 2024年3月23日 10:45 | 城東（徳島） | 26-31 | 札幌山の手（北海道） | Cグラウンド |
| 2024年3月23日 10:45 | レポート     |       |                      | Cグラウンド |

| 2024年3月23日 12:00 | 常翔学園（大阪） | 79-3 | 秋田工業（秋田） | Cグラウンド |
| 2024年3月23日 12:00 | レポート         |      |                  | Cグラウンド |

| 2024年3月23日 13:15 | 松山聖陵（愛媛） | 0-57 | 東海大相模（神奈川） | Cグラウンド |
| 2024年3月23日 13:15 | レポート         |      |                      | Cグラウンド |

| 2024年3月23日 14:30 | 御所実業（奈良） | 83-0 | 青森山田（青森） | Cグラウンド |
| 2024年3月23日 14:30 | レポート         |      |                  | Cグラウンド |

| 2024年3月23日 9:30 | 尾道（広島） | 24-5 | 昌平（埼玉） | 西グラウンド |
| 2024年3月23日 9:30 | レポート     |      |              | 西グラウンド |

| 2024年3月23日 10:45 | 國學院栃木（栃木） | 34-8 | 佐賀工業（佐賀） | 西グラウンド |
| 2024年3月23日 10:45 | レポート           |      |                  | 西グラウンド |

| 2024年3月23日 12:00 | 京都成章（京都） | 30-5 | 日本航空石川（石川） | 西グラウンド |
| 2024年3月23日 12:00 | レポート         |      |                      | 西グラウンド |

| 2024年3月23日 13:15 | 東福岡（福岡） | 24-28 | 目黒学院（東京） | 西グラウンド |
| 2024年3月23日 13:15 | レポート 報道  |       |                  | 西グラウンド |

| 2024年3月23日 14:30 | 天理（奈良） | 88-7 | 四日市工業（三重） | 西グラウンド |
| 2024年3月23日 14:30 | レポート     |      |                    | 西グラウンド |

### 敗者戦
| 2024年3月24日 9:30 | 佐賀工業（佐賀） | 15-14 | 日本航空石川（石川） | Cグラウンド |
| 2024年3月24日 9:30 | レポート         |       |                      | Cグラウンド |

| 2024年3月24日 9:30 | 長崎北陽台（長崎） | 52-17 | 仙台育英（宮城） | 西グラウンド |
| 2024年3月24日 9:30 | レポート           |       |                  | 西グラウンド |

| 2024年3月24日 9:30 | 國學院久我山（東京） | 38-5 | 城東（徳島） | Bグラウンド |
| 2024年3月24日 9:30 | レポート             |      |              | Bグラウンド |

| 2024年3月24日 10:45 | 秋田工業（秋田） | 12-22 | 松山聖陵（愛媛） | Bグラウンド |
| 2024年3月24日 10:45 | レポート         |       |                  | Bグラウンド |

| 2024年3月24日 10:45 | 東福岡（福岡） | 75-7 | 四日市工業（三重） | Cグラウンド |
| 2024年3月24日 10:45 | レポート       |      |                    | Cグラウンド |

| 2024年3月24日 10:45 | 西陵（愛知） | 14-64 | 成城学園（東京） | 西グラウンド |
| 2024年3月24日 10:45 | レポート     |       |                  | 西グラウンド |

| 2024年3月24日 12:00 | 青森山田（青森） | 7-46 | 昌平（埼玉） | Bグラウンド |
| 2024年3月24日 12:00 | レポート         |      |              | Bグラウンド |

| 2024年3月24日 12:00 | 興國（大阪） | 12-55 | 高鍋（宮崎） | 西グラウンド |
| 2024年3月24日 12:00 | レポート     |       |              | 西グラウンド |

### 2回戦
| 2024年3月24日 12:00 | 大阪桐蔭（大阪） | 87-0 | 札幌山の手（北海道） | Cグラウンド |
| 2024年3月24日 12:00 | レポート         |      |                      | Cグラウンド |

| 2024年3月24日 13:15 | 常翔学園（大阪） | 12-23 | 東海大相模（神奈川） | 西グラウンド |
| 2024年3月24日 13:15 | レポート         |       |                      | 西グラウンド |

| 2024年3月24日 13:15 | 桐蔭学園（神奈川） | 21-7 | 東海大大阪仰星（大阪） | Cグラウンド |
| 2024年3月24日 13:15 | レポート           |      |                        | Cグラウンド |

| 2024年3月24日 13:15 | 國學院栃木（栃木） | 10-0 | 京都成章（京都） | Bグラウンド |
| 2024年3月24日 13:15 | レポート           |      |                  | Bグラウンド |

| 2024年3月24日 14:30 | 大分東明（大分） | 14-34 | 石見智翠館（島根） | Cグラウンド |
| 2024年3月24日 14:30 | レポート         |       |                    | Cグラウンド |

| 2024年3月24日 14:30 | 御所実業（奈良） | 37-8 | 尾道（広島） | 西グラウンド |
| 2024年3月24日 14:30 | レポート         |      |              | 西グラウンド |

| 2024年3月24日 14:30 | 目黒学院（東京） | 7-3 | 天理（奈良） | Bグラウンド |
| 2024年3月24日 14:30 | レポート         |     |              | Bグラウンド |

| 2024年3月24日 15:45 | 中部大春日丘（愛知） | 21-14 | 茗溪学園（茨城） | Cグラウンド |
| 2024年3月24日 15:45 | レポート             |       |                  | Cグラウンド |

### 準々決勝
| 2024年3月26日 10:30 | 石見智翠館（島根） | 29-12 | 中部大春日丘（愛知） | Aグラウンド |
| 2024年3月26日 10:30 | レポート 報道      |       |                      | Aグラウンド |

| 2024年3月26日 11:50 | 御所実業（奈良） | 7-13 | 國學院栃木（栃木） | Aグラウンド |
| 2024年3月26日 11:50 | レポート 報道    |      |                    | Aグラウンド |

| 2024年3月26日 13:10 | 目黒学院（東京） | 0-36 | 桐蔭学園（神奈川） | Aグラウンド |
| 2024年3月26日 13:10 | レポート 報道    |      |                    | Aグラウンド |

| 2024年3月26日 14:30 | 大阪桐蔭（大阪） | 13-3 | 東海大相模（模神奈川） | Aグラウンド |
| 2024年3月26日 14:30 | レポート 報道    |      |                        | Aグラウンド |

### 準決勝
| 2024年3月28日 11:00 | 石見智翠館（島根） | 24-17 | 國學院栃木（栃木） 3位 | Aグラウンド |
| 2024年3月28日 11:00 | レポート 報道      |       |                        | Aグラウンド |

| 2024年3月26日 12:30 | 桐蔭学園（神奈川） 3位 | 7-13 | 大阪桐蔭（大阪） | Aグラウンド |
| 2024年3月26日 12:30 | レポート 報道          |      |                  | Aグラウンド |

### 決勝
| 2024年3月30日 11:00 | 石見智翠館 準優勝 | 3-55 | 大阪桐蔭 優勝 | Aグラウンド 観客数: 1,000人 |
| 2024年3月30日 11:00 | レポート 報道     |      |               | Aグラウンド 観客数: 1,000人 |

- 大阪桐蔭高等学校は2013年（第14回大会）以来11年ぶりの優勝。
- 得失点差（52点差）は、決勝戦として大会最多タイ記録（2014年開催の第15回大会の決勝戦以来）。

## 主催・主管・協賛など
第25回大会
- 主催 - 日本ラグビーフットボール協会
- 共催 - 全国高等学校体育連盟
- 主管 - 関東ラグビーフットボール協会、埼玉県ラグビーフットボール協会、全国高等学校体育連盟ラグビー専門部
- 後援 - スポーツ庁、毎日新聞社、埼玉県教育委員会、熊谷市、熊谷市教育委員会、地域活性化センター
- 高校ラグビーパートナー - 三井住友銀行
- 協賛 - 大正製薬、日本旅行

## 放送・配信
第25回大会
- 全39試合ライブ配信：MBS毎日放送「HANAZONO LIVE」、J SPORTSオンデマンド
- 決勝戦（録画放送）：J SPORTS 1 （2024年4月1日21:00-22:30）